# Elvenes (Sør-Varanger)

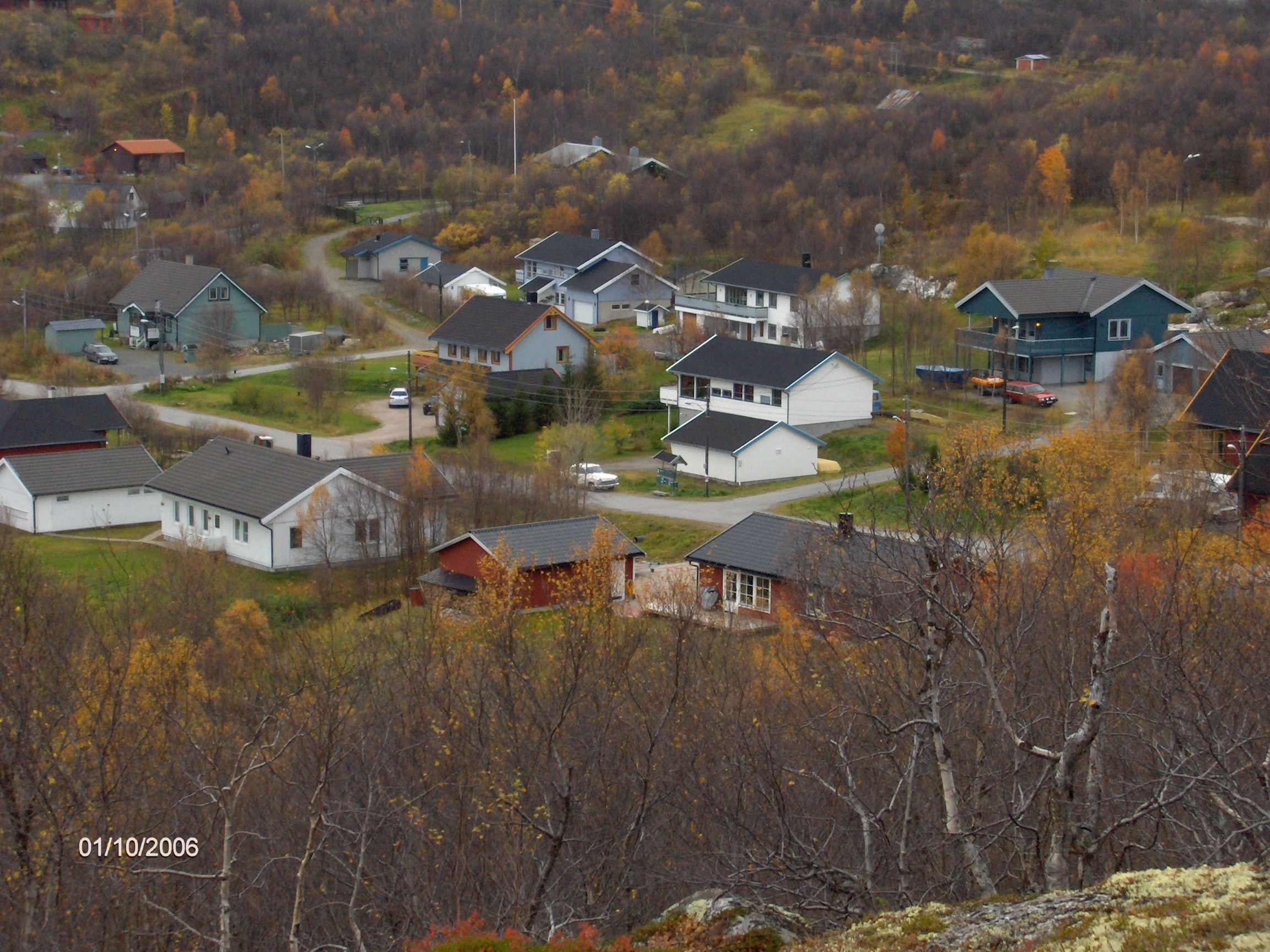
Elvenes (2006)

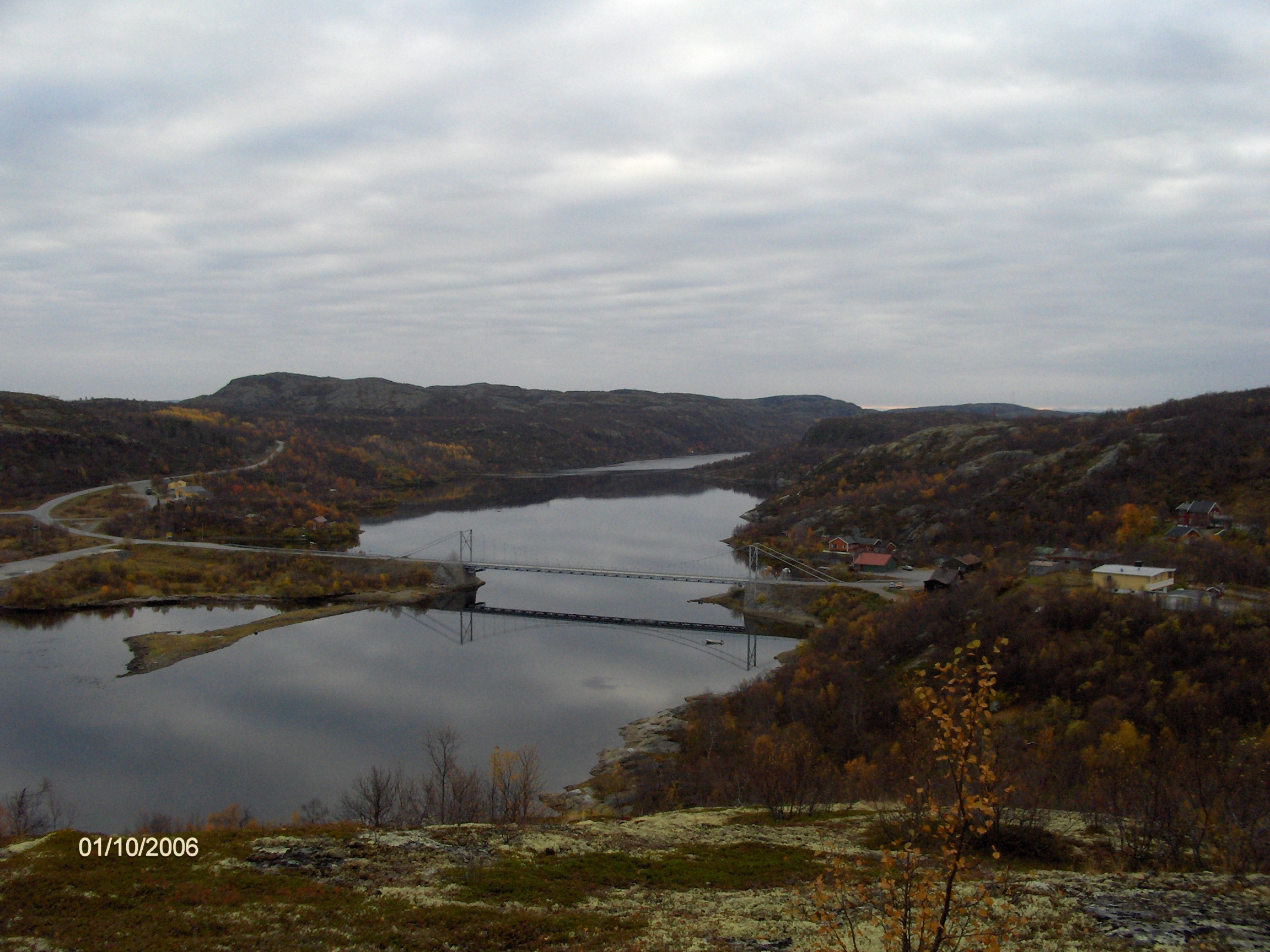
Bøkfjordbrua (2006)

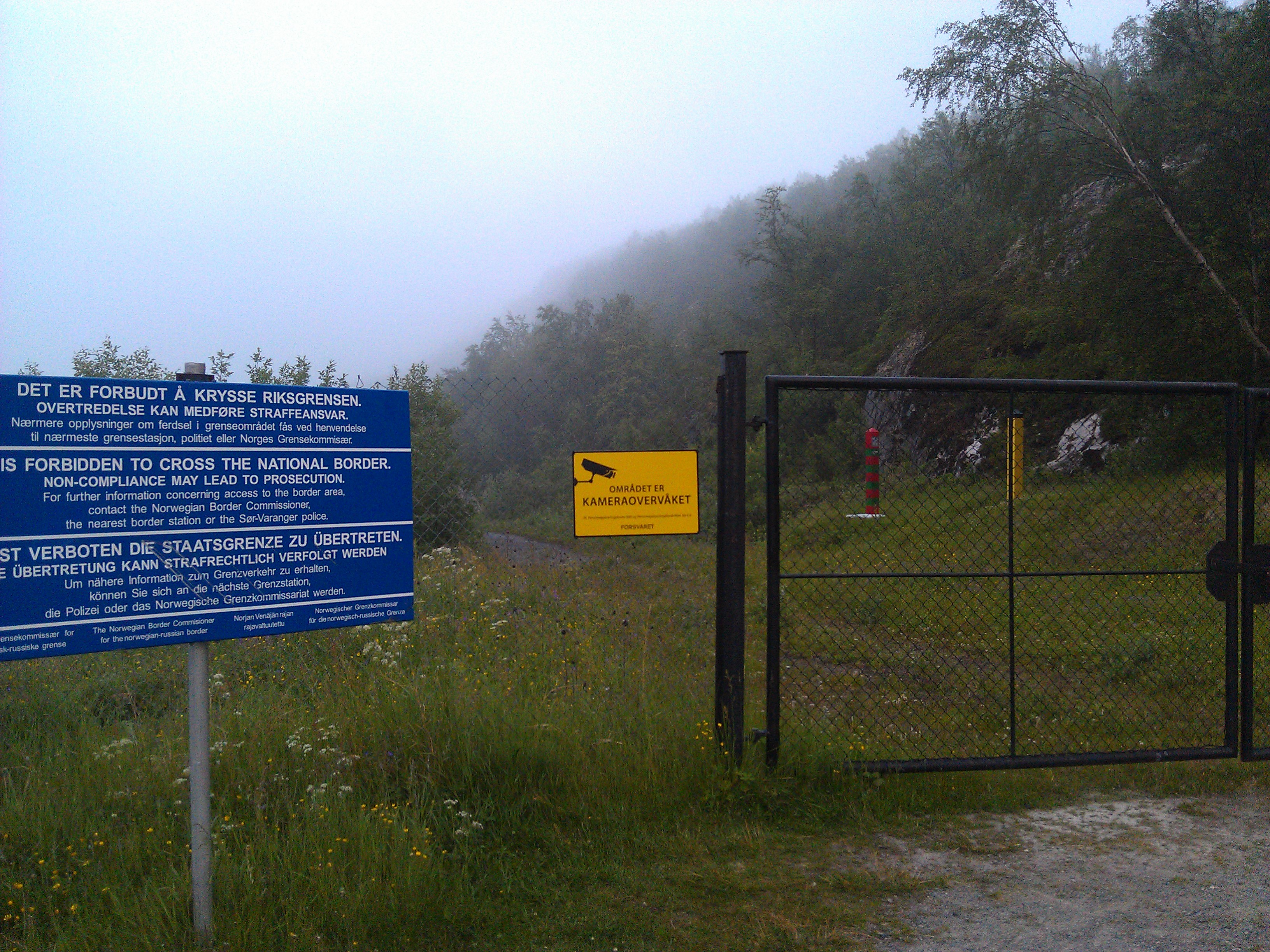
Grenze (2014)

Elvenes (nordsamisch: Johkanjárga; kvenisch: Jokiniemi; historisch auch Elvnes) ist ein Ort in der Kommune Sør-Varanger in Finnmark, der nördlichsten Provinz Norwegens.

## Geografie
Elvenes liegt ca. 10 km südlich von Kirkenes an der Mündung des Pasvikelva. Das Dorf hat ca. 300 Einwohner. Der Ort ist über die Europastraße 105 Trifontunnelen an das norwegische Straßennetz angeschlossen. Etwa 1,5 km von Elvenes entfernt befindet sich die norwegisch-russische Grenze.
Von 1941 bis zum Ende des Zweiten Weltkriegs befand sich in Elvenes das Stalag 322, wohin unter anderem im Jahr 1942 etwa 600 Lehrer aus ganz Norwegen gebracht wurden. Diese hatten sich geweigert, bei der Nazifizierung des Unterrichts mitzumachen.